# Угри (село)
У́гри — село в Україні, у Львівському районі Львівської області. Населення становить 1134 особи. Орган місцевого самоврядування — Городоцька міська рада.

## Географія
У селі бере початок річка Замлинки.

## Назва
Село називалось Угерці з 1450 року, Незабитівка — з 1920, і сучасна назва Угри — з 1960 року. Також називалось Угерці Незабитовські, щоб відрізнити від Угерців Венявських, Угерців Заплатинських.

## Населення

### Мова
Розподіл населення за рідною мовою за даними перепису 2001 року:
| Мова       | Кількість | Відсоток |
| ---------- | --------- | -------- |
| українська | 1133      | 99.91%   |
| російська  | 1         | 0.09%    |
| Усього     | 1134      | 100%     |

## Пам'ятки
1895 року за проектом відомого львівського архітектора Міхала Ковальчука в селі збудований панський палац, який до наших днів не зберігся.

## Люди
В селі народилися:
- Коропчак Степан Григорович (1927—2000) — український живописець, графік.
- Кулєба Тарас Степанович (1993—2014) — молодший сержант Збройних сил України, учасник російсько-української війни.